# Campeonato europeo de hockey sobre patines masculino de 1990
El XXXIX Campeonato europeo de hockey sobre patines masculino de 1990 se celebró en Lodi (Italia) del 8 al 15 de septiembre de 1990. Fue organizado por el Comité Europeo de Hockey sobre Patines. La selección de Italia ganó su segundo título.

## Equipos participantes
|                               |
| Alemania                      |
| República Democrática Alemana |
| España                        |
| Francia                       |
| Inglaterra                    |
| Italia                        |
| Países Bajos                  |
| Portugal                      |
| Suiza                         |

## Resultados
|                               | Bandera de Alemania Oriental | Bandera de Inglaterra | Bandera de Alemania | Bandera de Francia | Bandera de Suiza | Bandera de los Países Bajos | Bandera de Portugal | Bandera de España | Bandera de Italia |
| ----------------------------- | ---------------------------- | --------------------- | ------------------- | ------------------ | ---------------- | --------------------------- | ------------------- | ----------------- | ----------------- |
| República Democrática Alemana |                              |                       |                     |                    |                  |                             |                     |                   |                   |
| Inglaterra                    | 4-4                          |                       |                     |                    |                  |                             |                     |                   |                   |
| Alemania                      | 14-3                         | 6-2                   |                     |                    |                  |                             |                     |                   |                   |
| Francia                       | 13-1                         | 6-1                   | 2-2                 |                    |                  |                             |                     |                   |                   |
| Suiza                         | 18-3                         | 6-2                   | 2-1                 | 4-4                |                  |                             |                     |                   |                   |
| Países Bajos                  | 21-2                         | 6-1                   | 3-0                 | 3-2                | 7-2              |                             |                     |                   |                   |
| Portugal                      | 25-2                         | 21-0                  | 2-1                 | 12-0               | 8-1              | 13-4                        |                     |                   |                   |
| España                        | 35-2                         | 16-0                  | 13-1                | 12-0               | 10-1             | 7-3                         | 2-2                 |                   |                   |
| Italia                        | 26-0                         | 15-0                  | 2-0                 | 8-2                | 6-1              | 10-2                        | 6-1                 | 3-1               |                   |

## Clasificación
| Equipo                        | Pts | PJ | PG | PE | PP | GF | GC  | DG   |
| ----------------------------- | --- | -- | -- | -- | -- | -- | --- | ---- |
| Italia                        | 16  | 8  | 8  | 0  | 0  | 76 | 7   | +69  |
| España                        | 13  | 8  | 6  | 1  | 1  | 96 | 12  | +84  |
| Portugal                      | 13  | 8  | 6  | 1  | 1  | 84 | 16  | +68  |
| Países Bajos                  | 10  | 8  | 5  | 0  | 3  | 49 | 37  | +12  |
| Suiza                         | 7   | 8  | 3  | 1  | 4  | 35 | 41  | -6   |
| Francia                       | 6   | 8  | 2  | 2  | 4  | 29 | 43  | -14  |
| Alemania                      | 5   | 8  | 2  | 1  | 5  | 25 | 29  | -4   |
| Inglaterra                    | 1   | 8  | 0  | 1  | 7  | 10 | 80  | -70  |
| República Democrática Alemana | 1   | 8  | 0  | 1  | 7  | 17 | 156 | -139 |